# Wilhelm Schwarze
Carl Heinrich Wilhelm Schwarze (né le 24 août 1851 à Brilon et mort le 8 janvier 1937 à Ostercappeln) est un avocat et homme politique du Zentrum, député du Reichstag et de la chambre des représentants de Prusse.

## Biographie
Schwarze étudie au lycée dans sa ville natale et entre 1869 et 1872 est allé à Marbourg et à Berlin pour étudier le droit. Il fait ensuite son service militaire en tant que volontaire d'un an et  atteint le grade de lieutenant. Le cheminement habituel de la carrière juridique suit: avocat stagiaire en 1872 et assesseur judiciaire en 1877. En novembre 1877, Schwarze devient juge d'arrondissement à Essen et deux ans plus tard, juge de district. Il est employé dans la même fonction à Oelde de 1881 à 1884, suivi par Rüthen et Münster comme lieux de travail. Finalement, il est nommé au Conseil privé de la justice.

## Politique et mandats
Sur le plan politique, Schwarze appartient au Zentrum et siège au comité provincial de ce parti en Westphalie à partir de 1911. Black traite également avec le parti sur le plan académique et dans des publications. De juin 1893 jusqu'à la fin de l'empire, Schwarze représente la circonscription de Lippstadt-Brilon (Arnsberg 8) au Reichstag.De 1894 à 1918, il siège également à la Chambre des représentants de Prusse en tant que représentant de la 7e circonscription d'Arnsberg (Lippstadt-Arnsberg-Brilon). Selon ses écrits, Schwarze traite notamment des questions de politique coloniale.
Schwarze est strictement anti-social-démocrate, en même temps il s'intéresse à la politique sociale et fait campagne pour les intérêts des travailleurs de sa circonscription. Par exemple, il agit en tant que médiateur lors d'une grève amère des travailleurs de l'usine chimique de Brilon-Wald contre l'entreprise « Hüstener Union ». Il est également reporter pour le Sauerland sur la situation des marchands ambulants du Sauerland de l'Association de politique sociale.

## Travaux (sélection)
- Vergangenheit und Zukunft des Centrums im Reichstage ; Histor.-statist. Studie. Berlin, 1897
- Was unsere Arbeiter vom socialdemokratischen Zukunfts-Staate zu erwarten haben. Berlin, 1895.
- Parteien und Kolonialpolitik. In: Die Vorträge der Reichstagsabgeordneten: Wilhelm Schwarze-Lippstadt [und anderer]. Berlin, 1916.
- Deutsch-Ost-Afrika. Berlin, 1907.
- Der Sauerländer Hausiererhandel. In: Verein für Sozialpolitik: Untersuchungen über die Lage des Hausierergewerbes in Deutschland. Bd. 1, Leipzig, 1898. S. 193–206.